# Lost in Karastan
Lost in Karastan es una película de comedia negra de 2014 dirigida por Ben Hopkins.

## Resumen
Un enigmático director de cine británico, Emil, es contratado para dirigir una película en la región del Cáucaso. El país está presidido por un excéntrico dictador corrupto, aunque en parte es también bonachón. En la cinta, Emil se adentra en uno de los viajes más salvajes de su ya extraña carrera.

## Reparto
- Matthew Macfadyen : Emil Forester
- MyAnna Buring : Chulpan
- Noah Taylor : Xan Butler
- Ali Cook : Daniel
- Ümit Ünal : Saro
- Richard Van Weyden : presidente Abashiliev
- Vedat Erincin : hombre de la montaña
- María Fernández Ache : Marian
- Amiran Katchibaia : Agdur
- Leo Antadze : Igor
- Lasha Ramishvili : Ruslan
- Dato Velijanashvili : Shadow

## Estreno
Lost in Karastan se estrenó en Reino Unido como cinta inaugural del London Comedy Film Festival (LOCO) el 22 de enero de 2015.

## Premios
En el Festival de Cine de Hamburgo, la película ganó los 'Hamburg Producers Awards' a la mejor 'Coproducción de cine europeo' y 'Producción cinematográfica germano-europea'.
Ben Hopkins fue nominado para el premio 'Grand Prix des Amériques' en el Festival de Cine Mundial de Montreal de 2014.